# Phallomycetidae
Phallomycetidae is een botanische naam, voor een onderklasse van paddenstoelen. Een onderklasse onder deze naam wordt pas sinds zeer kort erkend. Volgens de Index Fungorum [18 februari 2009] is de samenstelling de volgende:
- onderklasse Phallomycetidae
  - orde Geastrales
  - orde Gomphales
  - orde Hysterangiales
  - orde Phallales